# Stettiner Beiträge zur Sprachwissenschaft
Stettiner Beiträge zur Sprachwissenschaft (Szczecińskie Prace Językoznawcze) – seria wydawnicza poświęcona problemom językoznawstwa.

## Historia
Seria utworzona w roku 2008 przez germanistów z Uniwersytetu Szczecińskiego (Ryszard Lipczuk, Przemysław Jackowski) w porozumieniu z Wydawnictwem Dr. Kovač w Hamburgu. Dotychczas ukazało się 12 tomów – w większości jako tomy zbiorowe, część z nich stanowią materiały z cyklicznych międzynarodowych konferencji językoznawczych w Pobierowie.

## Profil
Przeważają artykuły pisane w języku niemieckim, rzadziej w języku polskim i angielskim. Najczęstsze tematy: leksykografia i leksykologia niemiecko-polska, frazeologia i frazeografia, translatoryka, puryzm językowy (zwalczanie wyrazów pochodzenia obcego) w Niemczech, w tym słowniki zniemczające, lingwistyka tekstu, problemy z zakresu glottodydaktyki. Autorami są w większości germaniści z Polski i Niemiec, a również językoznawcy z innych krajów (Belgia, Rosja, Dania, Austria, Szwajcaria).
Zawartość poszczególnych tomów: Stettiner Beiträge zur Sprachwissenschaft (verlagdrkovac.de)